# 페카 코스켈라
페카 유하니 코스켈라(핀란드어: Pekka Juhani Koskela, 1982년 11월 29일~)는 핀란드의 스피드스케이팅 선수이다. 500m와 1000m의 단거리를 전문으로 한다. 2007년 세계 스프린트 선수권 대회에서 대한민국의 이규혁에 이어 2위에 오르고, 2007년 11월, 1000m에서 1분 07초00으로 미국의 샤니 데이비스가 보유하던 세계 신기록을 경신하는 등 세계적인 단거리 스프린터로 이름을 알렸으나, 이후 부상으로 다소 부진했다. 1000m에서 샤니 데이비스는 2009년 3월 1분 06초42로 그의 세계 신기록을 다시 깼다. 2010년 동계 올림픽에 참가, 500m에서는 33위로 부진했다.